# 天稚彦草子
天稚彦草子（あめのわかひこそうし）は、御伽草子に収録されている物語。
日本版の七夕物語ともいえる内容で、彦星に相当する男性が天稚彦、織姫に相当する女性は長者の末娘となっている。

## あらすじ
ある長者が三人の美しい娘を持っていた。ある日長者の家に蛇がやってきて、娘を嫁にくれなければお前を食ってしまうと脅した。長者が娘たちに事情を話すと、長女と次女の二人は拒んだが、心優しい末娘だけが了承した。末娘は三人の中でも特に可愛がっている娘だったが、泣く泣く差し出すことにした。蛇が指定した場所で末娘が怯えながら待っていると、蛇がやってきて、自分の頭を切るように言う。言われたとおりに、末娘が爪切りで蛇の頭を切ると、蛇は美しい男の姿になり「自分は天稚彦である」と名乗った。
長者の末娘と天稚彦は楽しい日々を送るが、ある日天稚彦は用事があって天に旅立ってしまう。その時に唐櫃を娘に渡して、これを開けたら帰ってこられなくなると告げた。あるとき末娘の裕福な暮らしを嫉んだ姉たちが押しかけ、妹の体をくすぐって鍵を奪い取り、唐櫃を力ずくで開けてしまった。やがて約束の日が過ぎても天稚彦が戻ってこないので、娘も天稚彦を探しに旅立つことになる。ただし一度天に昇ったら、もう地上の世界へは帰って来られないかもしれない。自分がいなくなったことを両親が知ればさぞ嘆き悲しむだろうと心を痛めながらも、娘は決意を固めて天稚彦のもとへと向かう。
天稚彦を探して天に昇った娘は、ゆうづつ、箒星、昴などの星たちから話を聞いて、遂に天稚彦と再会する。天稚彦はたいそう喜んで娘を迎えた。しかし実は天稚彦の父親は恐ろしい鬼であり、人間の娘を嫁として認めるはずがない。それでも娘は「あるがままを受け入れましょう」と答えるのだった。
それから数日経ち、とうとうこの父鬼がやってきた。父鬼が部屋に来る気配を感じると、天稚彦は咄嗟に術を使って、娘を脇息に変えてしまった。おかげで父鬼は娘の存在には気付かなかったが、「人の香がする」と言って去って行った。それからも度々来るようになったので、その度に天稚彦は娘を扇子に変えたり、枕に変えたりして誤魔化していたが、ある日うっかり昼寝をしていて娘を見つけられてしまう。
父鬼は娘に、百足の蔵で一晩過ごすように、などと難問をつきつける。しかし娘が天稚彦から譲り受けた袖を「天稚彦の袖」と言いながら振ると、百足は刺すことをしない。そこで父鬼は次々と難問を出すが、それも娘は天稚彦の袖を使って突破する。父鬼はとうとう娘を認めて「月に一度だけなら会ってもよい」と告げるのだが、娘は「年に一度」と聞き間違えてしまう。そこで父鬼が「それでは年に一度だ」と、瓜を地面に打ち付けると、天の川となった。こうして、娘と天稚彦は年に一度、7月7日の晩だけ逢瀬を楽しむことができるようになった。

## 変身譚として
この物語には天稚彦、長者の末娘ともに変身する描写が存在している。

### 天稚彦の変身

#### 蛇⇒美男子
天稚彦は初めは恐ろしい蛇の姿で登場するが、長者の末娘が蛇の頭を切ることで美男子の姿に変身する。
「蛇の頭を切れ」というのは、娘の結婚への決断を迫るものであり、娘が決断をし蛇の頭を切った結果、幸せがもたらされるのである。

### 娘の変身
長者の末娘は普通の人間だが、天稚彦に術をかけられることで様々な道具に変身させられる。作中で描写されている限り、娘が変身する物体はすべて無生物である。
古事記のヤマタノオロチの説話においてもスサノオによって生贄の少女クシナダヒメが櫛に変身させられる場面があり、ヒロインを別の物体に変えて隠すという同様のモチーフが見られる。

#### 娘(人間)⇒脇息
最初に父鬼がやってきたとき、天稚彦によって娘は脇息に変えられ、そのまま肘掛けとして使用される。その様子は原文で以下のように記されている。
この部分の現代語訳としては以下のように2通りの解釈ができる。
1. 天稚彦が女を脇息にして、天稚彦自身がそれに寄り掛かった。(やってきた父鬼は)眼もあてられないような恐ろしい形相である。
2. 天稚彦が女を脇息にして、父鬼がそれに寄り掛かった。(脇息になった女がどんな気持ちでいるかを考えると)天稚彦にはとても見ていられない光景である[3]。

#### 娘(人間)⇒扇子、枕など
度々やってくる父鬼の目を誤魔化すために、娘は扇子に変えられた。さらに枕にも変えられた。
「扇、枕など」とある通り、娘は他にも様々な物に変えられたことがうかがえる。